# Andrew Wilson (football)
Pour les articles homonymes, voir Andrew Wilson et Wilson.
Andrew Nesbit Wilson (né le 14 février 1896 dans le Lanarkshire en Écosse et mort le 15 octobre 1973) est un footballeur écossais.

## Carrière
Il arrive de l'équipe junior de Cambuslang Rangers dans le club de Middlesbrough en janvier 1914 mais sa carrière est interrompue un temps lors de la Première Guerre mondiale, où il évolue pour les Hearts. À la fin de la guerre, il joue pour Dunfermline Athletic de la Central League. Wilson retourne en 1921 à Middlesbrough.
Après une saison, il est meilleur buteur de la League puis rejoint le Chelsea de David Calderhead en novembre 1923 pour £ 6 500. Il joue en tout 253 matchs pour Chelsea et 52 buts avant de rejoindre QPR en 1931. Après deux saisons à Nîmes en France, il va entraîner brièvement le Walsall.
Wilson joue douze fois avec l'équipe d'Écosse de 1920 à 1923, marquant treize buts.

## Palmarès
Middlesbrough FC
- Meilleur buteur du Championnat d'Angleterre de football (1) :
  - 1922: 38 buts.

## Buts internationaux
| #  | Date            | Lieu                        | Adversaire     | Score | Résultat | Compétition |
| -- | --------------- | --------------------------- | -------------- | ----- | -------- | ----------- |
| 1  | 13 mars 1920    | Celtic Park, Glasgow        | Irlande        | 1-0   | 3-0      | BHC         |
| 2  | 10 avril 1920   | Hillsborough, Sheffield     | Angleterre     | 2-2   | 4-5      | BHC         |
| 3  | 12 février 1921 | Pittodrie Stadium, Aberdeen | Pays de Galles | 1-0   | 2-1      | BHC         |
| 4  | 12 février 1921 | Pittodrie Stadium, Aberdeen | Pays de Galles | 2-1   | 2-1      | BHC         |
| 5  | 26 février 1921 | Windsor Park, Belfast       | Irlande        | 1-0   | 2-0      | BHC         |
| 6  | 9 avril 1921    | Hampden Park, Glasgow       | Angleterre     | 1-0   | 3-0      | BHC         |
| 7  | 4 mars 1922     | Celtic Park, Glasgow        | Irlande        | 1-1   | 2-1      | BHC         |
| 8  | 4 mars 1922     | Celtic Park, Glasgow        | Irlande        | 2-1   | 2-1      | BHC         |
| 9  | 8 avril 1922    | Villa Park, Birmingham      | Angleterre     | 1-0   | 1-0      | BHC         |
| 10 | 3 mars 1923     | Windsor Park, Belfast       | Irlande        | 1-0   | 1-0      | BHC         |
| 11 | 17 mars 1923    | Love Street, Paisley        | Pays de Galles | 1-0   | 2-0      | BHC         |
| 12 | 17 mars 1923    | Love Street, Paisley        | Pays de Galles | 2-0   | 2-0      | BHC         |
| 13 | 14 avril 1923   | Hampden Park, Glasgow       | Angleterre     | 2-2   | 2-2      | BHC         |

## Sources
- (en) Cheshire, Scott, Chelsea: An Illustrated History, Derby, Breedon Books, 1998 (ISBN 978-1-85983-143-4)
- (en) Profil London Hearts